# Meer van Cingoli
Het Lago di Cingoli (Meer van Cingoli) is een stuwmeer in Italië bij de stad Cingoli in de Italiaanse provincie Macerata. Het meer wordt gevoed door de rivier de Musone. De totale capaciteit van het meer bedraagt 2515 miljoen m³.
De stuwdam werd gebouwd tussen 1981 en 1987. Hij heeft een hoogte van 67 meter en een lengte van 280 meter. Met de dam wordt de waterhuishouding van de Musone geregeld. Het water van het stuwmeer wordt ook gebruikt voor drinkwatervoorziening en irrigatie.